# Mladen Čutura
Mladen Čutura (Mostar, 16. siječnja 1959.) je hrvatski kazališni, televizijski i filmski glumac iz Bosne i Hercegovine.
Brat je blizanac Dinka Čuture, povjesničara, bivšeg zastupnika u Hrvatskom saboru, političara i arheologa.
Član je ansambla Zagrebačkog kazališta lutaka.

## Filmografija

### Televizijske uloge
- "Nepokoreni grad" (1982.)
- "Putovanje u Vučjak" kao ranjenik u bolnici (1986.)
- "Naša kućica, naša slobodica" (1999.)
- "Zabranjena ljubav" kao Šime (2005.)
- "Ljubav u zaleđu" kao Valent Marković (2005. – 2006.)
- "Obični ljudi" kao poslodavac (2007.)
- "Dobre namjere" kao Dugandžić (2007.)
- "Zauvijek susjedi" kao Tonči (2007. – 2008.)
- "Ponos Ratkajevih" kao plaćeni ubojica (2008.)
- "Hitna 94" kao Goran Blagić (2008.)
- "Zakon ljubavi" kao detektiv Pero (2008.)
- "Sve će biti dobro" kao inspektor Blažević (2008. – 2009.)
- "Luda kuća" kao Pero (2009.)
- "Mamutica" kao Hrvoje Anđelković (2009.)
- "Najbolje godine" kao Petar Lovrić (2009. – 2010.)
- "Loza" kao Bilokapić (2011. – 2012.)
- "Larin izbor" kao član obalne straže (2012.)
- "Tajne" kao Miro Petrić (2013. – 2014.)
- "Novine" kao Branko Zaninović (2016. – 2020.)
- "Crno-bijeli svijet" kao željezničar (2019.)
- "Na granici" kao Don Smiljko (2019.)
- "Ko te šiša" kao Rauch (2019. – 2020.)
- "Nestali" kao časnik VRS-a (2020.-2021.)
- "Bogu iza nogu" kao Branimir (2021.)
- "Minus i plus" kao Morović (2021.)
- "Mrkomir Prvi" kao Vitomir (2021.)
- "Oblak u službi zakona" kao bajker #2 (2022.)
- "Kumovi" kao Miljenko Novaković (2023.)

### Filmske uloge
- "Hamburg Altona" (1989.)
- "Povratak Katarine Kožul" (1989.)
- "Stela" kao referent (1990.)
- "Priča iz Hrvatske" (1991.)
- "Četverored" kao bojnik Tomljenović (1999.)
- "Je li jasno, prijatelju?" (2000.)
- "Nebo, sateliti" kao dužnosnik CK (2000.)
- "Holding" kao Igor (2001.)
- "Infekcija" kao govornik na trgu (2003.)
- "Moram spavat', anđele" kao pop (2007.)
- "Duh babe Ilonke" kao Emičin tata (2011.)
- "Lijep i nikad više" kao Vice Lučev (2018.)
- "Koja je ovo država" kao ministar uprave (2018.)

## Vanjske poveznice
- Mladen Čutura u internetskoj bazi filmova IMDb-u (engl.)
- Stranica na ZKL.hr[neaktivna poveznica]